# Шпиці-Хойново
Шпиці-Хойново (пол. Szpice-Chojnowo) — село в Польщі, у гміні Боґути-П'янки Островського повіту Мазовецького воєводства.
Населення — 70 осіб (2011).
У 1975-1998 роках село належало до Ломжинського воєводства.

## Демографія
Демографічна структура станом на 31 березня 2011 року:
|          | Загалом | Допрацездатний вік | Працездатний вік | Постпрацездатний вік |
| -------- | ------- | ------------------ | ---------------- | -------------------- |
| Чоловіки | 41      | 9                  | 23               | 9                    |
| Жінки    | 29      | 1                  | 16               | 12                   |
| Разом    | 70      | 10                 | 39               | 21                   |